# مسابقه هوایی

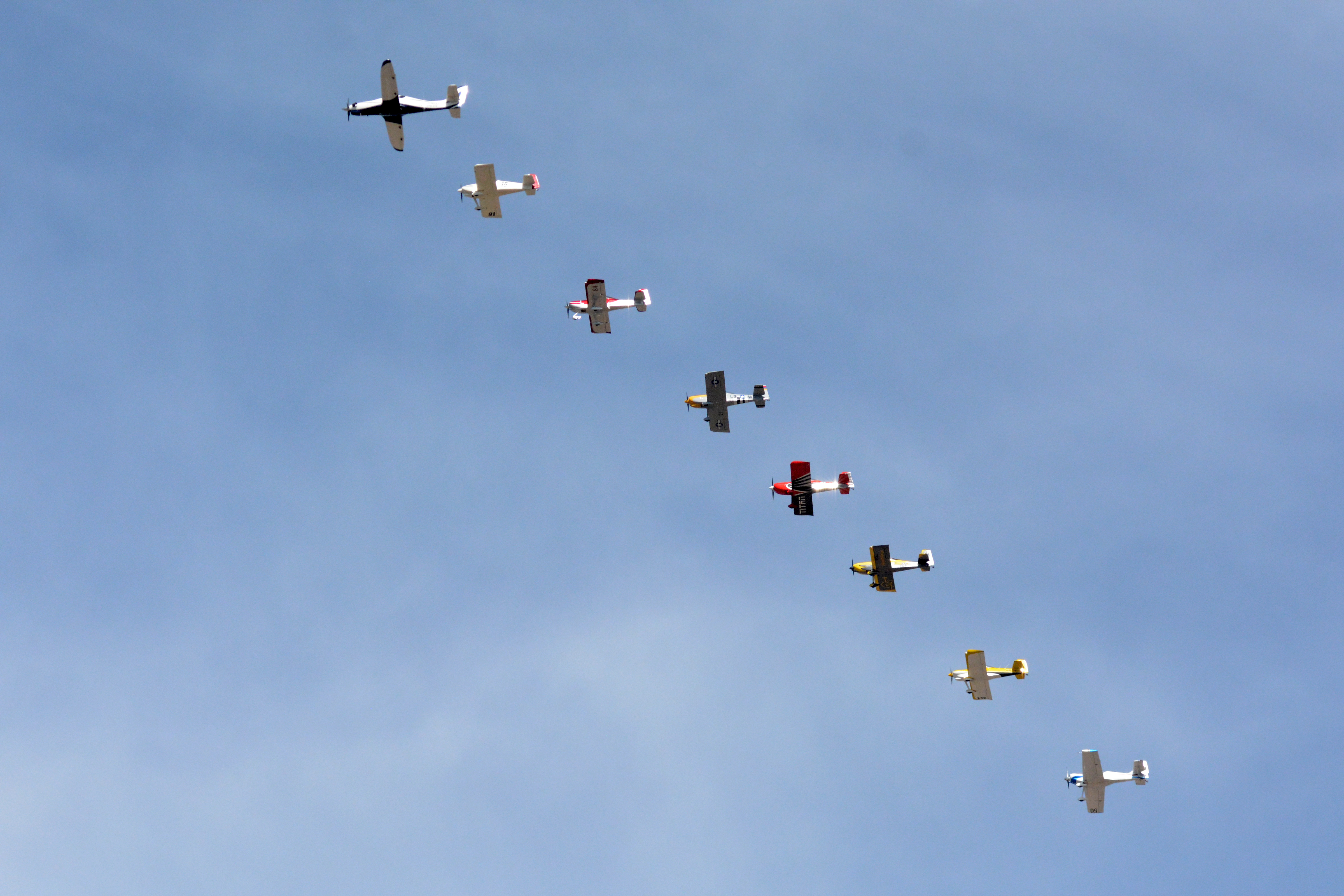
موقعیت شروع یک رقابت هوایی (رقابت‌های هوایی رنو، ۲۰۱۴)

رقابت هوایی (انگلیسی: Air racing) نوعی از ورزش‌های موتوری است که از هواپیما یا سایر انواع هواگرد استفاده می‌کند. این هواگردها در مسیری با فاصله مشخص با هم رقابت می‌کنند و هواگردی که زودتر مسابقه را تمام کند یا بیشترین امتیاز را کسب کند پیروز است.